# Gian Maria Volonté
Gian Maria Volonté (ur. 9 kwietnia 1933 w Mediolanie, zm. 6 grudnia 1994 we Florinie, Grecja) – włoski aktor teatralny, filmowy i telewizyjny.
Szkołę aktorską ukończył w Rzymie w 1957. Przez kilka lat grał w teatrze i występował w telewizji. W filmie debiutował w 1960. Przełomowe w jego karierze okazały się role w dwóch spaghetti westernach wówczas szerzej nieznanego reżysera Sergio Leone: Za garść dolarów (1964) i Za kilka dolarów więcej (1965). Filmy te odniosły światowy sukces i przyniosły sławę ich twórcom (Leone, Volontè oraz Clint Eastwood).
Volontè znany jest głównie z ról czarnych charakterów, jak w głośnym obrazie W kręgu zła (1970) Jean-Pierre’a Melville’a. Stworzył też jednak wiele innych wybitnych ról, jak w wyróżnionym Oscarem filmie Śledztwo w sprawie obywatela poza wszelkim podejrzeniem (1970) Elio Petriego. Volontè był laureatem wielu nagród filmowych i uważano go za jednego z najwybitniejszych aktorów europejskich lat 70.
Zmarł na zawał serca w Grecji podczas kręcenia Spojrzenia Odyseusza (1995) Teo Angelopoulosa (jego rolę przejął Erland Josephson). Został pochowany zgodnie ze swoją wolą na wiejskim cmentarzu na jednej z małych sycylijskich wysp.